# فلاديسلاف بوندار
فلاديسلاف بوندار (بالأوكرانية: Бондар Владислав Миколайович)‏ هو لاعب كرة قدم أوكراني في مركز الوسط، ولد في 24 مارس 2000 في تشورنومورسك في أوكرانيا. لعب مع نادي إيليتشيفيتس ماريوبول.

## وصلات خارجية
- فلاديسلاف بوندار على موقع اتحاد أوكرانيا (الإنجليزية)
- فلاديسلاف بوندار على موقع قاعدة بيانات كرة القدم.إي يو (الإنجليزية)
- فلاديسلاف بوندار على موقع Soccerway.com (الإنجليزية)